# Таннер, Элейн
Элейн Таннер (англ. Elaine Tanner, в замужестве Уотт, англ. Watt; род. 22 февраля 1951, Ванкувер) — канадская пловчиха. Трёхкратная медалистка Олимпийских игр 1968 года, четырёхкратная чемпионка и трёхкратный серебряный призёр Игр Британской империи и Содружества наций 1966 года, двукратная чемпионка и трёхкратный серебряный призёр Панамериканских игр 1967 года, 17-кратная чемпионка Канады в 1965—1968 годах, обладательница пяти мировых рекордов. Самая молодая обладательница Приза Лу Марша лучшему спортсмену года в Канаде (1966), обладательница премии Бобби Розенфельд (1966), член Зала спортивной славы и Олимпийского зала славы Канады (1971) и Зала славы мирового плавания (1980), офицер ордена Канады (1969). В честь Элейн Таннер названа награда, с 1972 года присуждаемая лучшей спортсменке-юниорке года в Канаде.

## Биография
Родилась в 1951 году в Ванкувере (Британская Колумбия), позже переехала с семьёй в Калифорнию, где начала заниматься плаванием. По возвращении в Ванкувер в 1959 году присоединилась к плавательному клубу «Долфин», где тренировалась у Джона Ферби — будущего члена Зала спортивной славы Британской Колумбии. К 13 годам участвовала в национальных соревнованиях, концентрируясь в первую очередь на плавании на спине и баттерфляем.
В 1965—1968 годах стала лидером канадского женского плавания, за четыре года завоевав 17 чемпионских званий. В 1966 году, в возрасте 15 лет, представляла Канаду на Играх Британской империи и Содружества наций в Кингстоне (Ямайка), где установила рекорд по числу медалей, завоёванных канадским спортсменом в рамках одних спортивных соревнований — 7. В это число вошли золотые медали на дистанциях 110 и 220 ярдов баттерфляем, 440 м комплексным плаванием и в эстафете 4×110 ярдов вольным стилем и серебряные — на дистанциях 110 и 220 ярдов на спине и в комбинированной эстафете 4×110 ярдов. Таннер также стала первым спортсменом в мире, завоевавшим четыре золотых медали на одних Играх Содружества. По ходу соревнований она установила новый индивидуальный мировой рекорд на дистанции 220 ярдов баттерфляем и командный — в эстафете 4×110 ярдов вольным стилем, а также рекорд Игр на дистанции 110 ярдов баттерфляем в предварительном заплыве. По итогам сезона Таннер стала лауреатом премии Бобби Розенфельд, присуждаемой спортсменке года в Канаде, и самой молодой в истории обладательницей приза Лу Марша — награды лучшему спортсмену года в Канаде вне зависимости от пола.
В 1967 году представляла Канаду на Панамериканских играх в Виннипеге. При поддержке местных болельщиков, прозвавших бассейн, где проходили соревнования по плаванию, «аквариумом Таннер» (англ. Tanner Tank), завоевала золото на дистанциях 100 и 200 м на спине, в обоих случаях улучшив мировой рекорд. На дистанции 100 м баттерфляем, в эстафете 4×100 м вольным стилем и в комбинированной эстафете 4×100 м стала серебряным призёром.
К летним Олимпийским играм 1968 года в Мехико Канада подошла, завоевав в общей сложности 5 медалей на двух предыдущих летних Олимпиадах. В плавании канадцы в последний раз становились олимпийскими призёрами в 1928 году. В этих условиях Таннер рассматривалась как главная надежда страны не только на медали, но и на победу. Однако в преддверии Олимпиады подготовка Таннер (и канадской команды пловцов в целом) столкнулась с трудностями, когда тренером сборной был назначен представитель провинции Альберта, не имевший опыта работы с ведущими пловцами. Позже Таннер высказывала предположение, что это назначение было вызвано политическими соображениями. Под руководством нового тренера сборная отправилась готовиться к соревнованиям в условиях высокогорья в Банфф (Альберта), где в её распоряжении не оказалось бассейна с соответствующей олимпийскому стандарту длиной. Кроме того, программа подготовки предполагала нагрузки намного меньшие, чем те, к которым были привычны ведущие пловцы. Проблемы усугубились массовым отравлением членов сборной во время подготовки к Играм. Все эти обстоятельства отрицательно сказались на уверенности спортсменок в своих силах.
Несмотря на обстоятельства, к началу Олимпиады Таннер считалась главной претенденткой на победу на обеих дистанциях на спине. В предварительных и полуфинальных заплывах на 100 и 200 м на спине она неизменно показывала лучшее время, установив два олимпийских рекорда. Однако перед финалом на дистанции 100 м на спине тренер дал пловчихе инструкции изменить её обычную тактику и начать заплыв медленнее. По мнению Таннер, это было ошибкой само по себе, так как она отличалась «выносливостью скаковой лошади», а её основной сопернице Кей Холл, наоборот, не хватало сил на быстрый финиш. Если канадке удалось бы создать отрыв на первом отрезке дистанции, она бы обеспечивала себе победу. Однако к тактической ошибке добавилось то обстоятельство, что разговор Таннер с тренером слышала и Холл, которая в результате точно знала, какой тактики будет придерживаться соперница. В результате канадка проиграла ей на финише 0,05 секунды. На вдвое большей дистанции Таннер лидировала за 75 метров до финиша, но не удержала преимущество и снова закончила финальный заплыв второй. К двум серебряным медалям в индивидуальных видах она добавила бронзовую в эстафете 4×100 м вольным стилем. Таннер стала первой женщиной, завоевавшей для Канады олимпийскую медаль в плавании, и первым канадским спортсменом вне зависимости от пола, собравшим три медали на одной Олимпиаде.
Хотя на счету Таннер было три из пяти медалей, которые канадцы завоевали в Мехико в общей сложности, она ощущала, что подвела страну. Эти чувства усугубляло поведение прессы: в газетах её результаты публиковались под заголовками «Таннер проигрывает золото», репортёров интересовали только причины поражения. В итоге Таннер завершила соревновательную карьеру вскоре после Олимпиады, в 1969 году. Она десятилетиями страдала от депрессии. Ощущая свои олимпийские награды как психологическое бремя, спортсменка передала их Залу славы Британской Колумбии, а когда они вернулись к ней позже, выставила их на аукцион вместе с купальником, в котором выступала на Олимпиаде. Новый владелец пожертвовал эти вещи Залу славы мирового плавания. Впоследствии Таннер стала публичным лицом борьбы с психологическими расстройствами. В 1986 году она получила в Университете Саймона Фрейзера степень по кинезиологии, а в 1990-е годы заинтересовалась натуропатией и получила сертификацию как консультант по холистической медицине от Американского общества специалистов по альтернативной терапии. Проживает с мужем Джоном Уоттом в Оквилле (Онтарио).

## Признание заслуг
- Трижды подряд признавалась лучшим пловцом Канады[5]. Самая молодая спортсменка, удостоенная этого звания (1966)[6].
- Обладательница приза Лу Марша спортсмену года в Канаде и премии Бобби Розенфельд спортсменке года в Канаде (1966). Самая молодая в истории обладательница приза Лу Марша[1].
- Офицер ордена Канады (1969)[10].
- Член Зала спортивной славы Британской Колумбии (1969) и Зала славы плавания Британской Колумбии (1999)[7].
- Член Зала спортивной славы Канады и Олимпийского зала славы Канады (1971)[1].
- Член Зала славы мирового плавания (1980)[1].
- Включена Канадским консультативным советом по спорту в число 50 лучших спортсменов за историю Канады (2010)[7], единственный пловец в списке 10 лучших спорсменов Канады XX века согласно опросу Canadian Press[1].
- Имя Элейн Таннер присвоено награде, с 1972 года присуждаемой лучшей спортсменке-юниорке Канады[1].